# Suite africaine
Albums de Aldo Romano, Louis Sclavis, Henri Texier et Guy Le Querrec
Carnet de routes
(1995) African Flashback
(2005)
Suite africaine est un album de jazz français du trio Aldo Romano, Louis Sclavis, Henri Texier et du photographe Guy Le Querrec paru le 15 août 1999 sur le Label Bleu. Faisant suite à Carnet de routes, paru en 1995 et devenu un album majeur de l'histoire du jazz français,, il en constitue le prolongement et une évolution musicale.

## Historique
À la suite de l'énorme succès de l'album-concept Carnet de routes paru en 1995 qui est devenu l'un des plus gros succès du jazz français, voire européen, avec plus de 70 000 exemplaires vendus –, le trio Romano-Sclavis-Texier, accompagné du photographe Guy Le Querrec, décide de repartir de septembre à octobre 1997 sur les routes africaines, cette fois-ci en Afrique de l'Est et en Afrique du Sud pour compléter leur tour du continent,. À leur retour, ils composent quinze titres inspirés de leur périple.
L'album est enregistré et mixé en 1999 dans le studio Gil-Evans de la Maison de la culture d'Amiens sous la direction technique de Philippe Tessier du Cros ; le mastering est réalisé par Jean-Pierre Bouquet. Le disque paraît le 15 août 1999 sur le Label Bleu. Cette fois encore, le disque est accompagné d'un livret des photos que Guy Le Querrec a prises au cours du nouveau voyage.
Le disque ayant lui aussi rencontré un succès similaire au précédent opus, lors notamment des séries de concerts sporadiques en Europe, le trio se reformera une troisième fois pour faire paraître un dernier disque intitulé African Flashback (2005),,.

## Liste des titres de l'album
| No  | Titre          | Auteur                                   | Durée |
| --- | -------------- | ---------------------------------------- | ----- |
| 1.  | Hauts Plateaux | Louis Sclavis                            | 4:44  |
| 2.  | Bois croisés   | Aldo Romano, Henri Texier, Louis Sclavis | 2:04  |
| 3.  | Soweto Sorrow  | Aldo Romano                              | 4:07  |
| 4.  | Ggaba          | Henri Texier                             | 4:15  |
| 5.  | Windhoek Suite | Louis Sclavis                            | 7:53  |
| 6.  | Pingouin       | Louis Sclavis                            | 1:53  |
| 7.  | Guy danse      | Aldo Romano                              | 3:58  |
| 8.  | Water Buffalo  | Henri Texier                             | 5:32  |
| 9.  | Sur le lac     | Louis Sclavis                            | 6:08  |
| 10. | Impala         | Aldo Romano                              | 1:46  |
| 11. | P'tit môme     | Aldo Romano, Henri Texier, Louis Sclavis | 1:58  |
| 12. | Soul Is Free   | Aldo Romano                              | 5:23  |
| 13. | Girafe         | Henri Texier                             | 1:54  |
| 14. | Ombrelles      | Aldo Romano, Henri Texier, Louis Sclavis | 1:44  |
| 15. | Bob de Klipton | Henri Texier                             | 5:47  |

## Composition du «quartet»
- Aldo Romano : batterie
- Louis Sclavis : saxophone soprano et clarinette basse
- Henri Texier : contrebasse
- Guy Le Querrec : appareils photo Leica M6 et Leica R6

## Accueil critique
Le quotidien suisse Le Temps est très enthousiaste et lyrique pour ce disque qui « raconte un voyage, une musique [...], qui n'est pas un disque africain, mais un disque sur l'Afrique » mettant en avant le titre Soweto Sorrow comparé à « une valse à la Nino Rota ». Pour BBC Music Magazine (en), qui considère le trio Romano-Sclavis-Texier comme l'un des plus inventifs des années 1990, Suite Africaine est un « album richement imaginatif » mélangeant « lumière, élégantes cavalcades, farouches tâtonnements collectifs et solos sérieux » soulignant tout particulièrement en avant le toucher et le liant du contrebassiste Henri Texier.
Après l'énorme réussite de Carnet de routes, l'album Suite africaine rencontre une nouvelle fois un important succès immédiat auprès du public avec la vente 40 000 exemplaires les quatre premiers mois suivant sa sortie pour un total de 60 000 exemplaires écoulés.